# Distretto di Rawalpindi
Il distretto di Rawalpindi (in urdu: ضلع راولپنڈی) è un distretto del Punjab, in Pakistan, che ha come capoluogo Rawalpindi.

## Suddivisioni
Il distretto è suddiviso in 8 tehsil:
|  | - Gujar Khan - Kahuta - Kallar Syedan - Kotli Sattian - Murree - Pothohar Town - Rawal Town - Taxila |